# Daiwa House Industry
Daiwa House Industry est une entreprise japonaise spécialisée dans l'équipement des maisons pour les personnes souffrant d'incapacités physiques. L'entreprise fait partie des constituants du TOPIX 100.